# Вільярес-де-Єльтес
Вільярес-де-Єльтес (ісп. Villares de Yeltes) — муніципалітет в Іспанії, у складі автономної спільноти Кастилія-і-Леон, у провінції Саламанка. Населення — 136 осіб (2010).
Муніципалітет розташований на відстані близько 230 км на захід від Мадрида, 65 км на захід від Саламанки.
На території муніципалітету розташовані такі населені пункти: (дані про населення за 2010 рік)
- Педро-Альваро: 8 осіб
- Вільярес-де-Єльтес: 128 осіб

## Демографія
Динаміка населення (INE ):